# Jedrsko vojskovanje
Jedrsko vojskovanje je vrsta vojaškega spopada, v katerem se uporabi jedrsko orožje. Zaradi izredne moči jedrskega orožja in dolgoročnih posledic (radioaktivnost, onesnaženje, jedrska zima), ki bi lahko ogrozile obstoj civilizacije, je pojav jedrskega orožja spremenil ravnovesje moči in tako narekoval odnose med državami od pojava jedrskega orožja pa do danes.
Zgodovina jedrskega bojevanja sega na konec 2. svetovne vojne, ko so ZDA odvrgle atomski bombi na japonski mesti Hirošima in Nagasaki. V obdobju hladne vojne so jedrsko orožje razvile tudi Sovjetska zveza, Združeno kraljestvo, Francija, Ljudska republika Kitajska, v sedemdesetih letih dvajsetega stoletja pa tudi Indija in Pakistan. Med kubansko krizo je bil svet najbližje jedrskemu spopadu. Po koncu hladne vojne je možnost jedrskega spopada med ZDA in SZ prenehala, povečala pa se je nevarnost uporabe jedrskega orožja v lokalnih konfliktih (npr. med Indijo in Pakistanom) ter nevarnost jedrskega terorizma.

## Jedrska strategija
Vojaški teoretiki so predvideli dva možna scenarija jedrskega spopada:
- Prvi napad bi države z jedrskim orožjem izvedle v primeru močnega napada s konvencionalnim orožjem, kjer bi jedrsko orožje služilo preprečitvi takega napada, v primeru grožnje z jedrskim napadom, kjer bi bilo jedrsko orožje uporabljeno z namenom uničenja nasprotnikovega jedrskega orožja ali pa v primeru, da bi ena od držav želela onemogočiti nasprotnikove vojaške zmogljivosti (komunikacije, poveljniški centri, vojaško in politično vodstvo,...) . V prvem primeru bi šlo za omejen jedrski napad, v drugih dveh primerih pa za močnejši napad, ki bi nasprotniku preprečil učinkovit protinapad in ga tako prisilil v mirovna pogajanja.
- Drugi napad bi služil kot protiudar v primeru, da bi prišlo do prvega jedrskega napada s strani druge države. V tem primeru bi bile verjetne tarče preostale nasprotnikove jedrske zmogljivosti, predvsem pa urbani in industrijski predeli, katerih uničenje bi povzročilo ogromno škodo in padec nasprotnikove morale in sposobnosti za nadaljevanje spopada (glej tudi strateško bombardiranje). Možnost učinkovitega jedrskega protinapada je tudi temelj t. i. jedrskega odvračanja.

Države, ki imajo strateško jedrsko orožje, imajo pripravljene tudi različne scenarije uporabe jedrskega orožja, ki vsebujejo seznam ciljev, vrsto in količino uporabljenega jedrskega orožja, časovni razpored napadov, in podobno. Ti načrti so ena najbolje varovanih skrivnosti jedrskih sil.

## Jedrsko odvračanje
Temelj jedrskega odvračanja je grožnja s povračilnim jedrskim udarom v primeru napada, kar ima cilj preprečevanje ali omejevanje potencialnih agresivnih potez nasprotnika. Ravno strah pred posledicami jedrskega bojevanja je skozi celotno zgodovino skrbel, da nobena od držav z jedrskim orožjem ni uporabila jedrskega orožja, ravno tako pa so bili za preprečevanje neavtorizirane uporabe razviti različni varnostni mehanizmi za zaščito jedrskega orožja.
Jedrsko odvračanje je učinkovito, če obstajajo sredstva in volja za povračilni jedrski udar v primeru nasprotnikovega napada, pogoj pa je tudi, da nasprotnik jasno ve, da ga v primeru napada čaka zadosti močan protinapad. Seveda je potrebno tudi zagotoviti preživetje zadostne količine vojaških sil v primeru nasprotnikovega prvega napada, kar se izvaja z nameščanjem strateškega jedrskega orožja v okrepljene zgradbe (npr. raketni silosi), z razpršitvijo jedrskega orožja (npr. na podmornice in mobilne izstrelitvene rampe) in z učinkovito zaščito ključnih komunikacij in poveljniških centrov.
Princip odvračanja lahko odpove v primeru učinkovitega prvega napada, ki uniči nasprotnikove možnosti za povračilni napad (npr. z uporabo podmorniških izstrelkov ali prikritim vnosom jedrskega orožja v ciljno državo) ali pojava učinkovite obrambe pred balističnimi izstrelki, ki bi omogočila prvi napad brez strahu pred povračilnim napadom.